# Dubravica (miasto Požarevac)
Dubravica (cyr. Дубравица) – wieś w Serbii, w okręgu braniczewskim, w mieście Požarevac. W 2011 roku liczyła 1037 mieszkańców.